# Aspire One

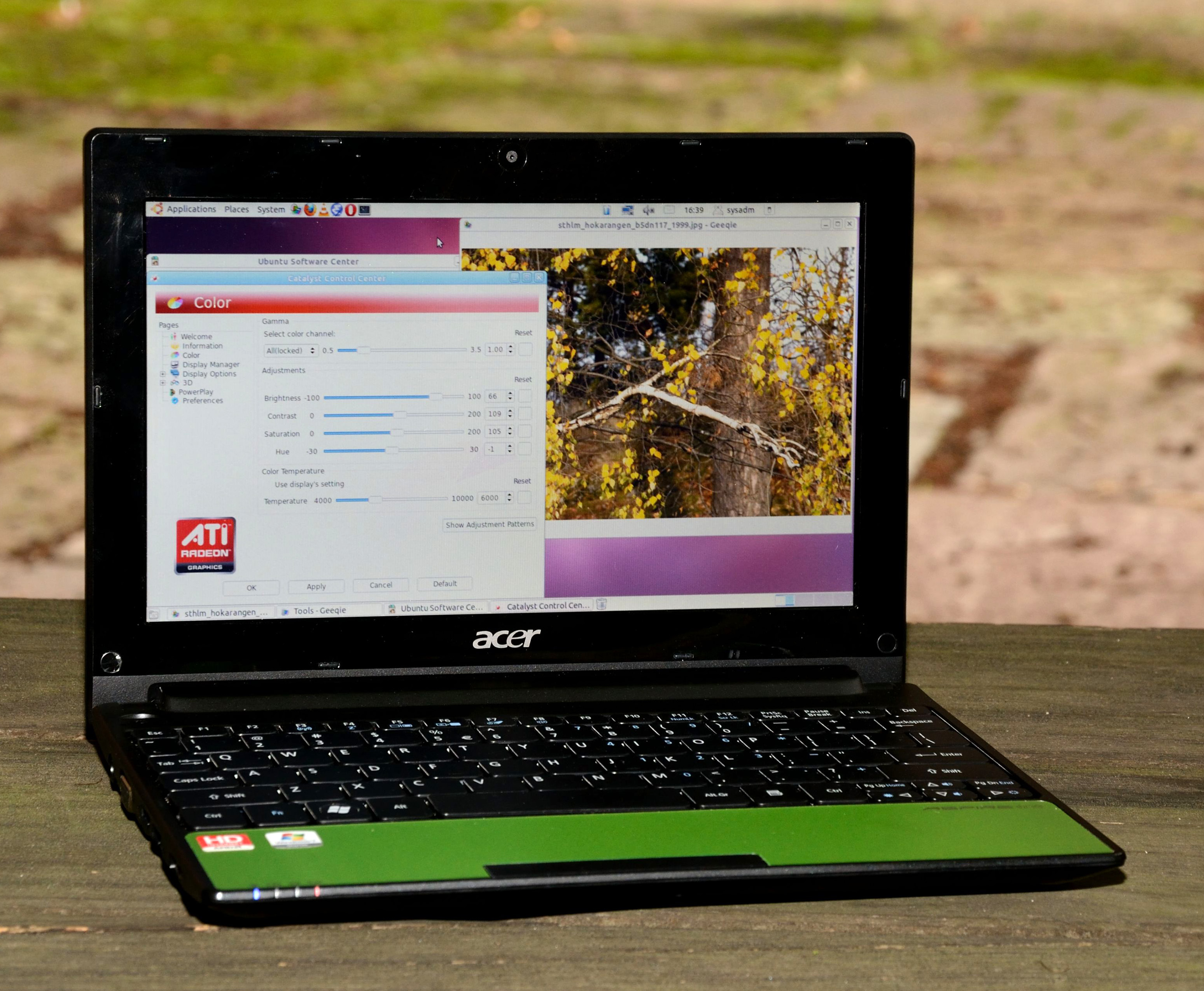
Acer Aspire One 522

De Aspire One is een subnotebook. In 2008 presenteerde Acer dit model als concurrent voor de Asus Eee PC.
De mini-notebook weegt 995 gram, is voorzien van een 8,9 inch of 10,1 inch lcd-beeldscherm met led-achtergrondverlichting en heeft ingeklapt de buitenmaten van 249 mm breed × 170 mm diep × 29 mm hoog.
De One is voorzien van een Intel Atom N270- of N280-processor met een snelheid van 1,6 of 1,66 gigahertz. Standaard heeft de One wifi, een ethernetaansluiting, een 0,3 megapixel-webcam en een vijfdelige kaartlezer aan boord.

## Uitvoeringen
Er zijn twaalf verschillende uitvoeringen.
- - A110 met 8 GB flashgeheugen, 512 MB werkgeheugen en Linux Linpus
  - A110 Ab met 16 GB flashgeheugen en 1 GB werkgeheugen en Linux Linpus
  - A150-A met 80 GB harde schijf, 512 MB werkgeheugen en Linux Linpus
  - A150-B met 80 GB harde schijf, 1024 MB werkgeheugen en Windows XP Home
  - A150-AB met 120 GB harde schijf, 1024 MB werkgeheugen en Windows XP Home
  - A150-AB met 160 GB harde schijf, 1024 MB werkgeheugen en Windows XP Home. Dit model heeft een accu met zes in plaats van drie cellen
  - D250-Bw met 160 GB harde schijf, 1024 MB werkgeheugen en Windows XP Home
  - D250-Bk met 160 GB harde schijf, 1024 MB werkgeheugen en Windows XP Home
  - D250-BTk met 160 GB harde schijf, 1024 MB werkgeheugen en Windows XP Home. Dit model heeft een accu met zes in plaats van drie cellen
  - D250-HDTw met 160 GB harde schijf, 1024 MB werkgeheugen en Windows XP Home. Dit model heeft een HD readyscherm in plaats van een WSVGA-scherm en een accu met zes cellen
  - D250-HDTb met 160 GB harde schijf, 1024 MB werkgeheugen en Windows XP Home. Dit model heeft een HD readyscherm in plaats van een WSVGA-scherm en een accu met zes cellen
  - D250-HDTr met 160 GB harde schijf, 1024 MB werkgeheugen en Windows XP Home. Dit model heeft een HD readyscherm in plaats van een WSVGA-scherm en een accu met zes cellen

## Kleuren
De Aspire One is verkrijgbaar in zeven verschillende kleuren, namelijk blauw, zilver, roze, bruin, wit-zwart, geel en groen.

## Accu
In 2008 was alleen de accu van drie cellen met een capaciteit van 2200 mAh leverbaar, maar deze kan worden vervangen door een accu van zes cellen met een capaciteit van 5200 mAh.